# 博物館

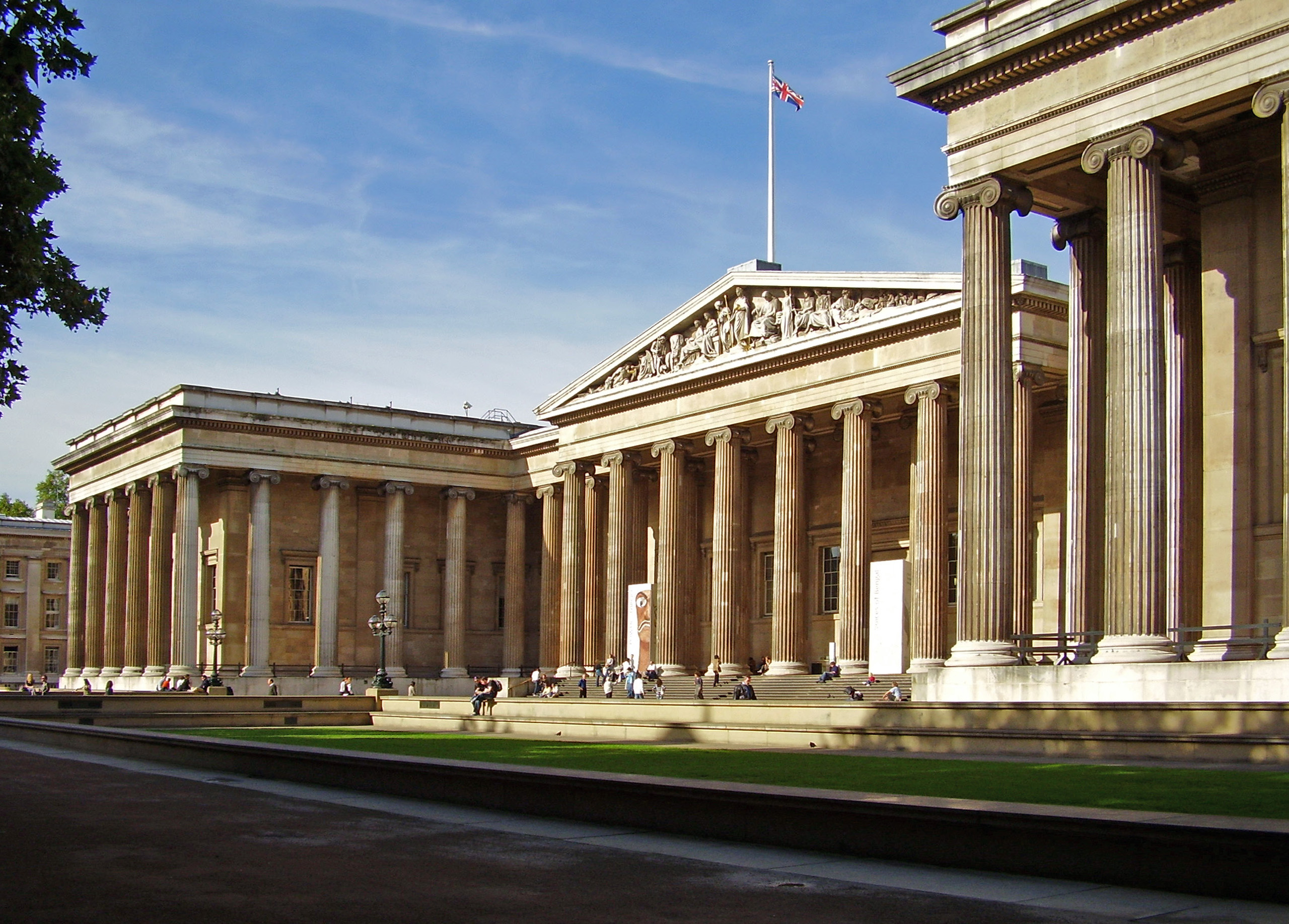
大英博物館
（イギリス、ロンドン）

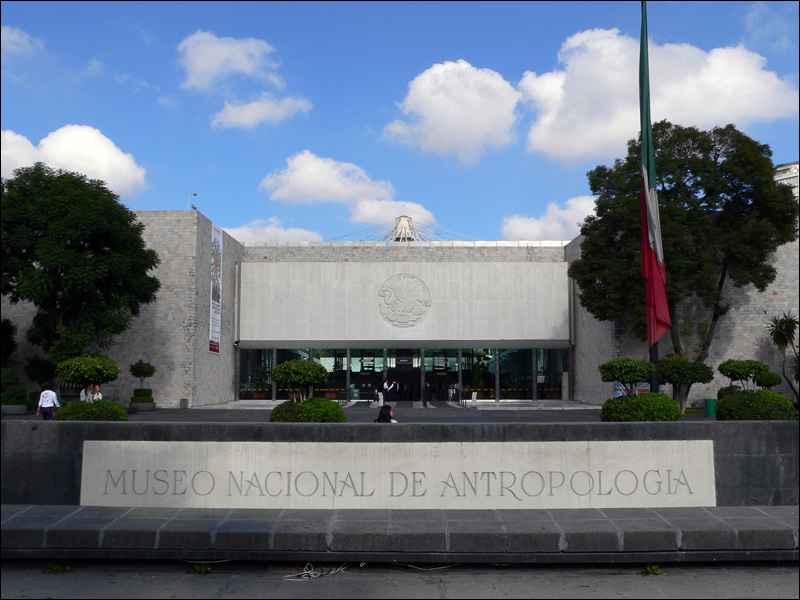
国立人類学博物館
（メキシコ、メキシコシティ）

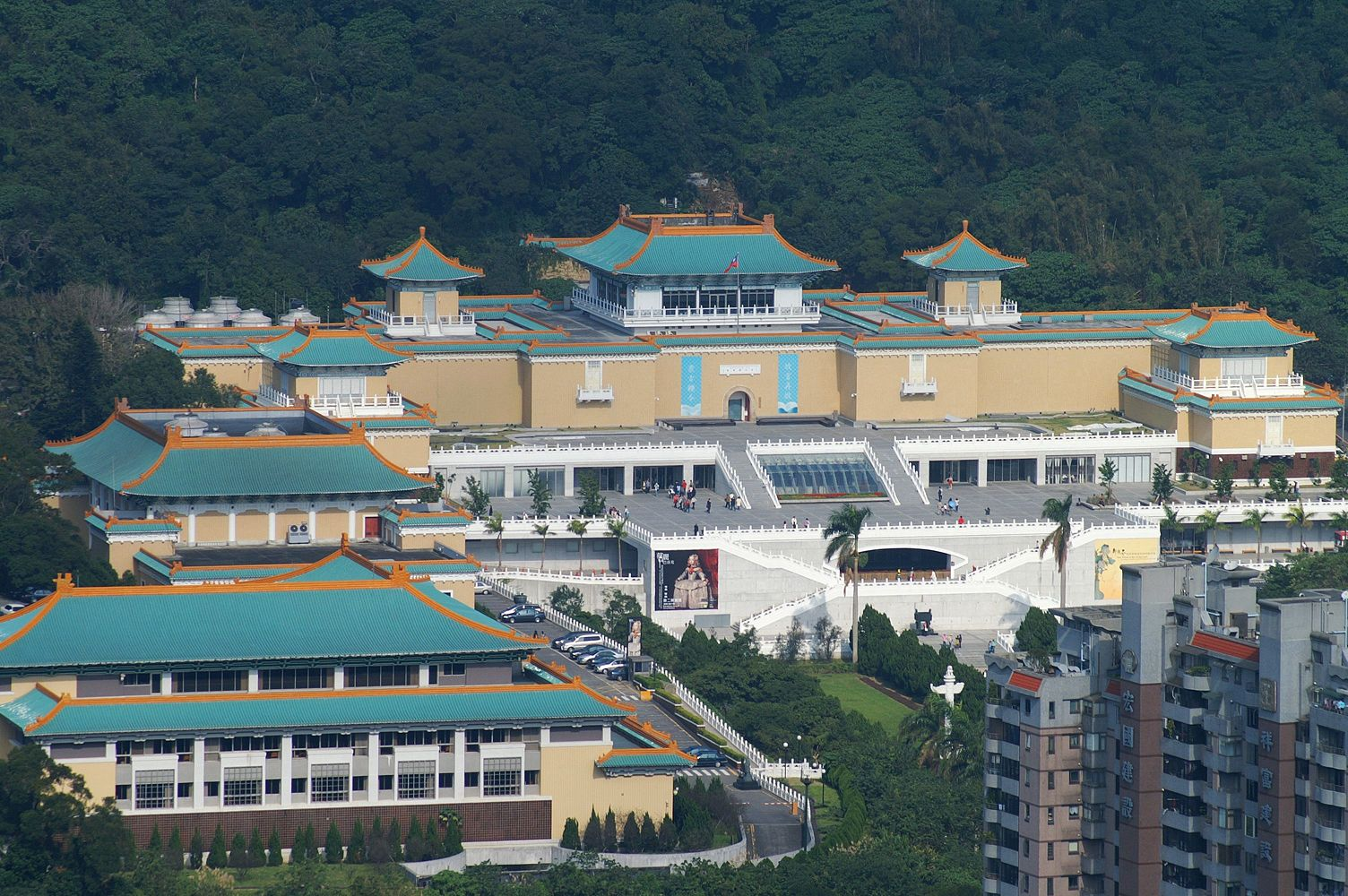
国立故宮博物院
（中華民国/台湾、台北）

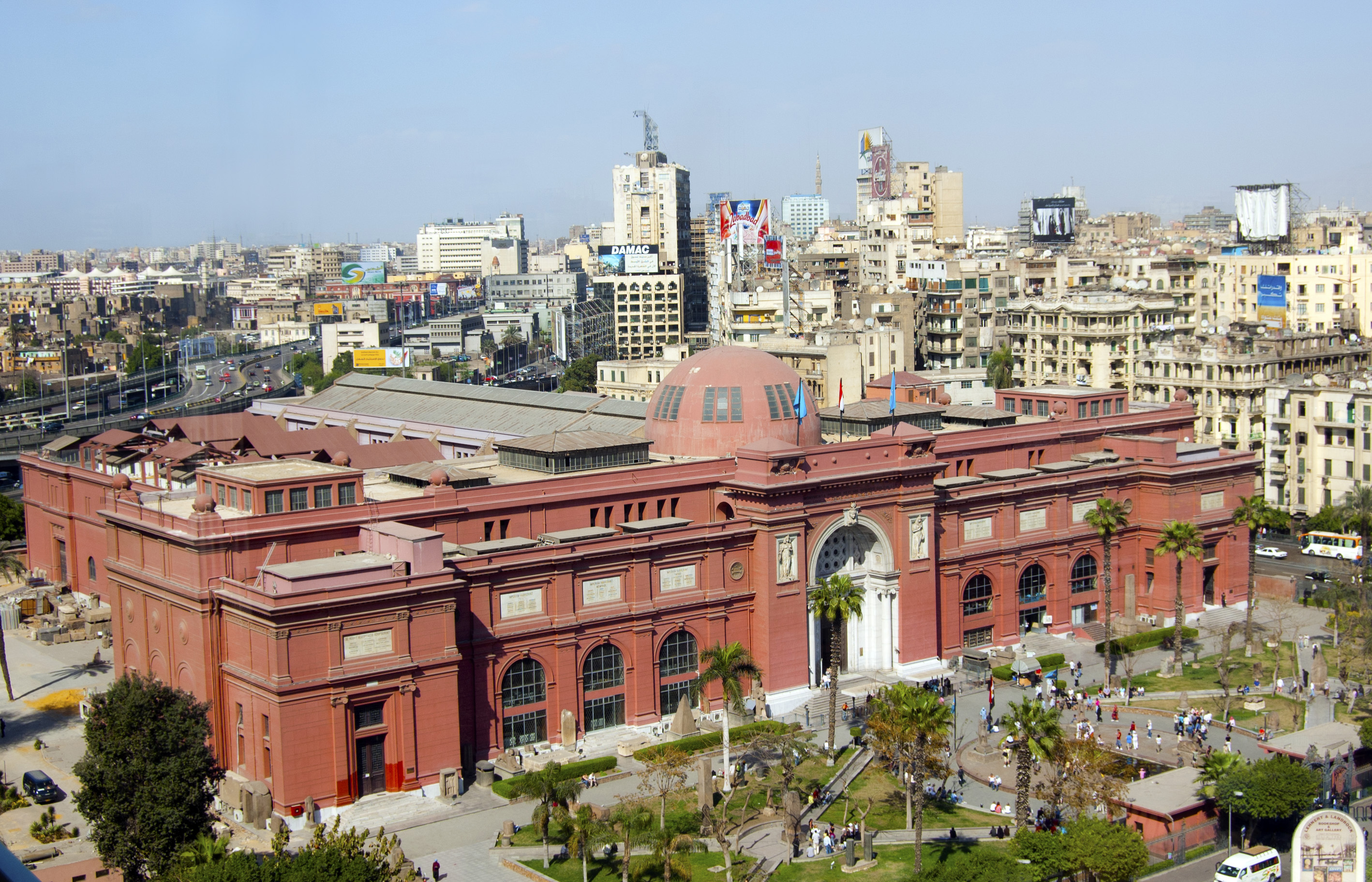
エジプト考古学博物館
（エジプト、カイロ）

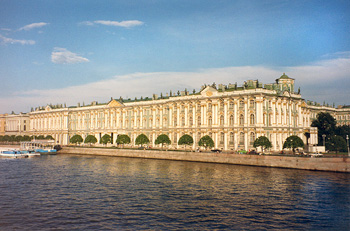
エルミタージュ美術館
（ロシア、サンクトペテルブルク）

博物館（はくぶつかん）とは、特定の分野において価値のある対象、すなわち学術資料、美術品等を購入や寄託・寄贈などの手段で収集、保存し、それらについて専属の職員である学芸員（英: Curater・キュレーター）が研究すると同時に、来訪者に展示の形で開示している施設である。自然史、歴史、民族、民俗、美術・芸術、科学・技術、交通（鉄道や自動車、海事、航空）、軍事・平和などのうち、ある分野を中心に収蔵・展示している博物館が多い。絵画や彫刻などを重点を置く施設は美術館を称するなど、博物館以外の名称を冠することも多い。日本語では英語（英: museum、英語発音: [mjuːˈziːəm]）からの外来語でミュージアムと呼ぶこともある。
文化財を含む貴重な資料の保存・修理や、研究とその成果を公刊する役割も担う。文化だけでなく、観光資源としても大きな役割を担う。

## 定義
国際博物館会議（ICOM、イコム）規約で「博物館は、有形及び無形の遺産を研究、収集、保存、解釈、展示する、社会のための非営利の常設機関である。博物館は一般に公開され、誰もが利用でき、包摂的であって、多様性と持続可能性を育む。倫理的かつ専門性をもってコミュニケーションを図り、コミュニティの参加とともに博物館は活動し、教育、愉しみ、省察と知識共有のための様々な経験を提供する。」と定義されている。この定義は2022年8月開催のICOMプラハ大会で採択された。
英語の「ミュージアム」（museum）は、日本語でいう美術館（アート・ミュージアム）も内包する概念である。同様に、日本語で博物館という名称を付さない記念館、資料館、文学館、歴史館、科学館などの施設も、世界標準では博物館の概念に含まれる専門博物館の類型である。
水族館、動物園、植物園といった生きている生物を収集する施設は、植物園の標本館であるハーバリウム施設を除くと博物館とは区別して考えられる傾向にあるが、同一の発想に基づく類似施設である。これらは、日本の博物館法上は「生態園」と呼称されている。

## 名称
英語の「ミュージアム」（museum）は、古代エジプトのプトレマイオス朝首都アレクサンドリアにあった総合学術機関であるムーセイオンに由来する。ムーセイオンは、ギリシア語で「ムーサ（ミューズ：芸術や学問をつかさどる9人の女神たち）の殿堂」を意味する。ドイツ語やフランス語でも同じ由来の語が使われている。
漢語の「博物館」は、日本語や中国語で「ミュージアム」の訳語として使われており、中国語では「博物院」とも訳される。
「博物」の二字は、古代中国の『春秋左氏伝』にも見える伝統的な語だが、「博物館」の初出は諸説ある。一説には、後述の市川清流ら幕末の日本人による和製漢語とされる。また一説には、それより早い清末の魏源『海国図志』、あるいはそのもとになった林則徐『四洲志』による華製新漢語とされる。『海国図志』は、幕末の日本で盛んに読まれたため、市川清流らも読んでいた可能性がある。

## 世界の博物館

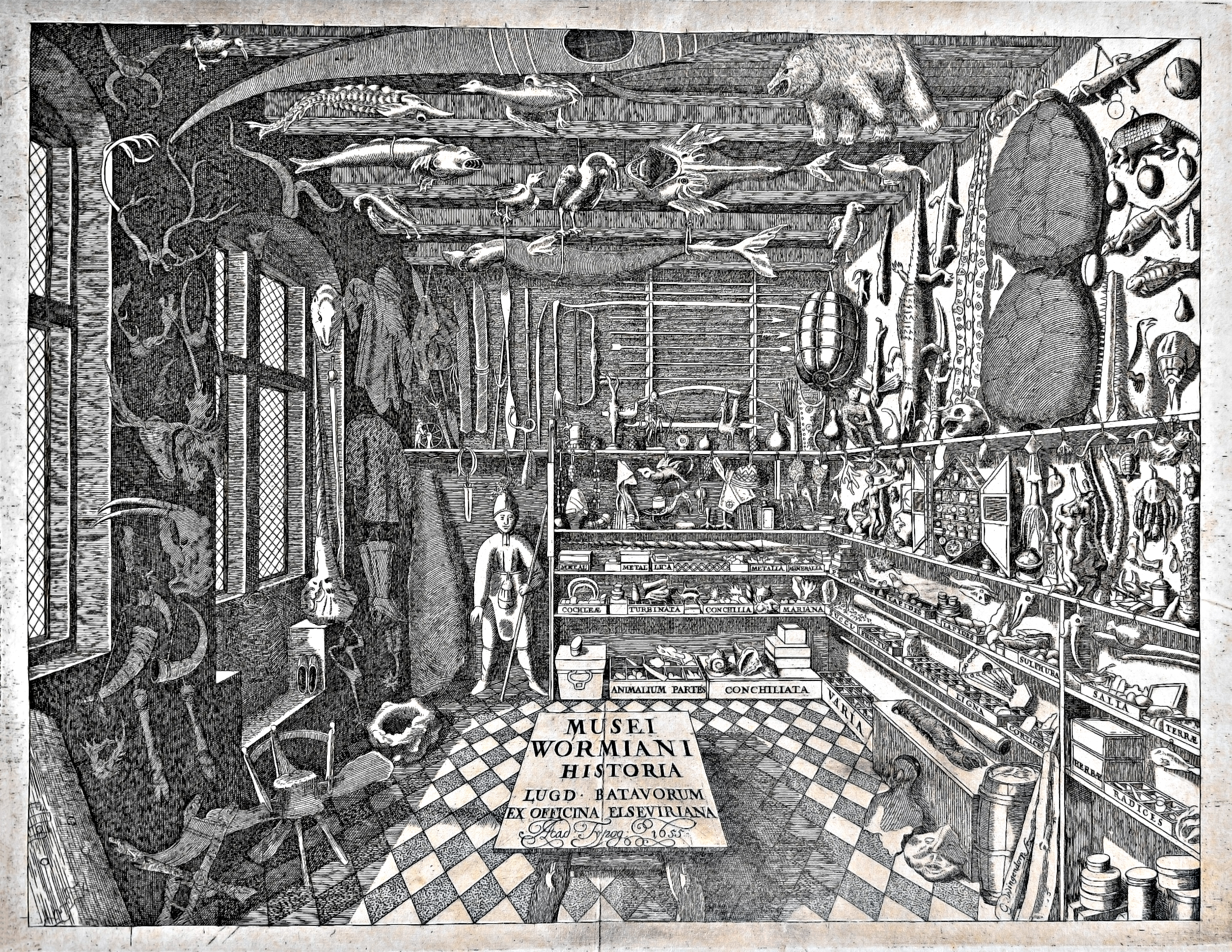
ヴンダーカンマー（驚異の部屋）

ヨーロッパの博物館・美術館にはバロック期のヴンダーカンマー（驚異の部屋）に発祥するものが多い。ヴンダーカンマーとは、世界中の珍しい事物（異国の工芸品や一角鯨の角、珍しい貝殻、等々）を、種類や分野を問わず一部屋に集めたものである。ルネサンス期からバロック期にかけて王侯や富裕な市民は珍しい事物の収集に熱を入れた。この「珍しい」収集の中には貴重な絵画・彫刻も含まれた。キリスト教の教会以外の場で大規模な美術品の公開展示が行われたのはルネサンス期イタリアのフィレンツェである。メディチ家のコレクションが邸内の回廊（ガレリア）で行われた。祝祭日に王侯がコレクションを閲覧することはその後も各地で行われたが、通年公開されることはなかった。フランスでは王立絵画彫刻アカデミーがルーヴル宮殿の一室「サロン・カレ」で会員の作品の展示を行い（サロン・ド・パリの起源）、ディドロが書いたその批評はフランス内外で広く読まれた。
18世紀まで博物館の閲覧は学者を含む富裕層に限定されてきたが、フランス革命中の1793年に、一般に公開される最初の常設の博物館として国立自然史博物館が首都パリに設置された。
アジアでは、1814年に英国統治下のインドのコルカタ（カルカッタ）で創立されたインド博物館が最も古く、明治維新後の日本でも各種の博物館が開設されるようになった。
1925年、ドイツ（当時はヴァイマル共和政）ミュンヘンにオープンしたドイツ博物館は、これまでの閲覧中心の展示から、体験型展示を全面的に導入し、現代の科学博物館の展示様式のさきがけとなった。一部の博物館、特にイタリアには、コレクションの性質や規模に応じて紹介、事前予約を要するものがある。
アメリカ合衆国では博物館の教育性、公共性が強調され、公開のものが多く、スミソニアン博物館のように定額の入場料を定めないところもある。またポール・アレンのような資産家が収集したコレクションを展示する「私設博物館」を運営することもあり、国立アメリカ・インディアン博物館のように私設から国立となる例もある。

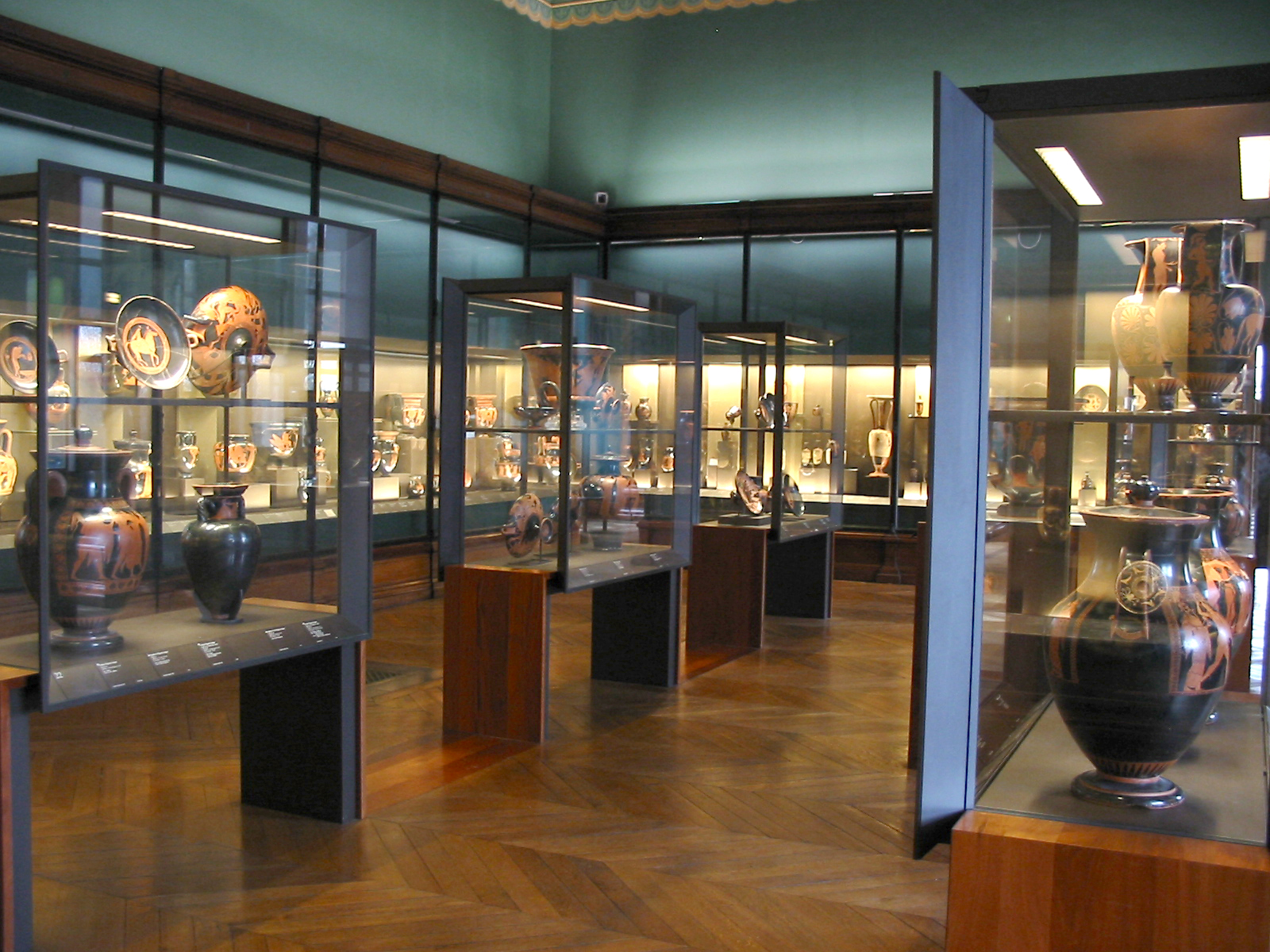
ルーヴル美術館（フランス、パリ）の展示（古代ギリシアの陶器）
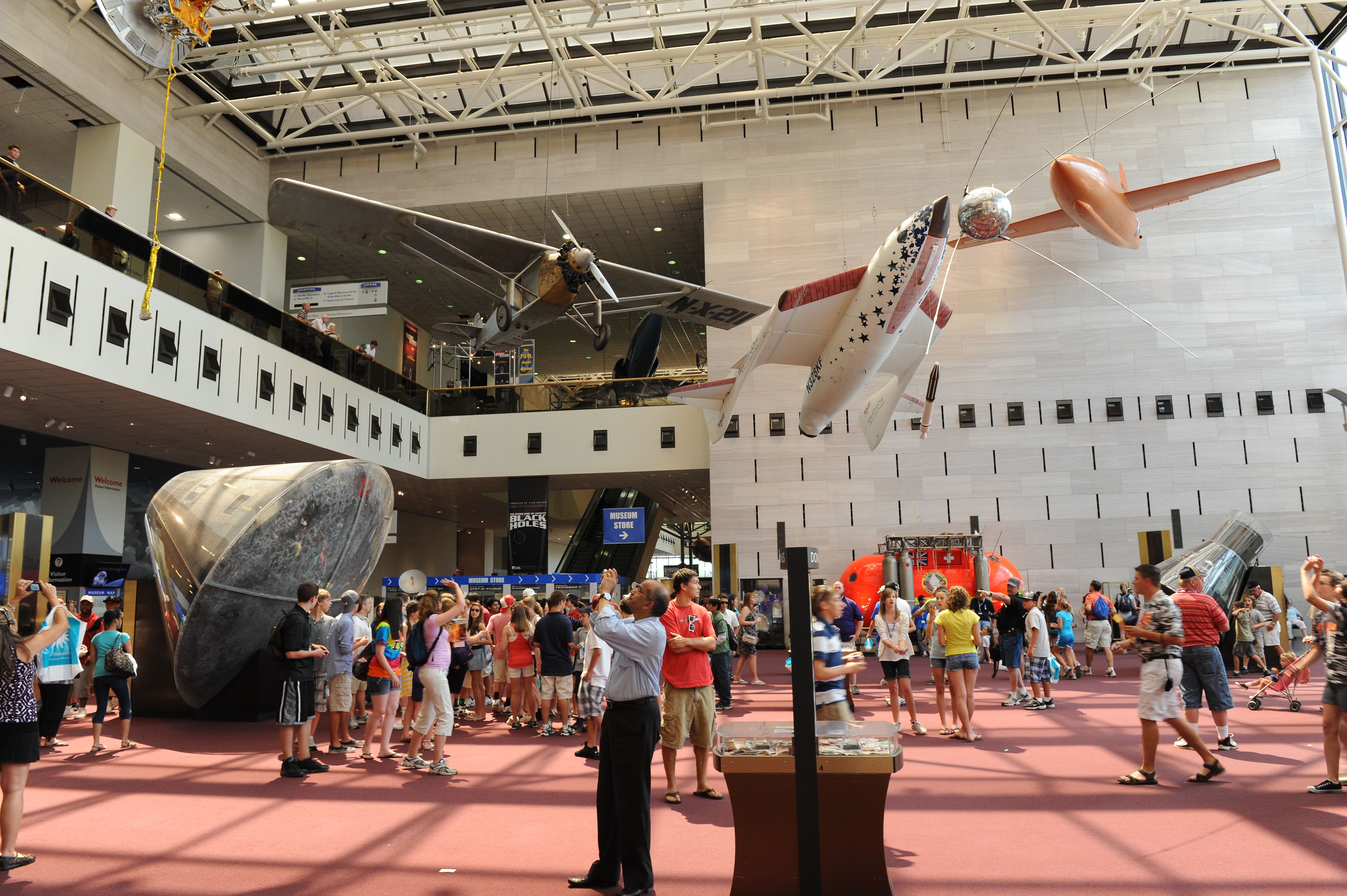
国立航空宇宙博物館（アメリカ合衆国ワシントンD.C.）の展示
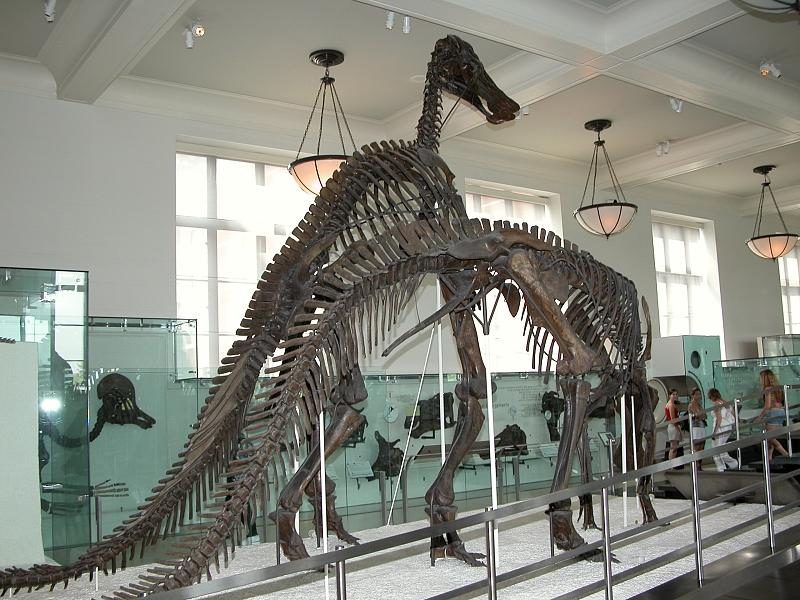
アメリカ自然史博物館（アメリカ合衆国ニューヨーク）の展示
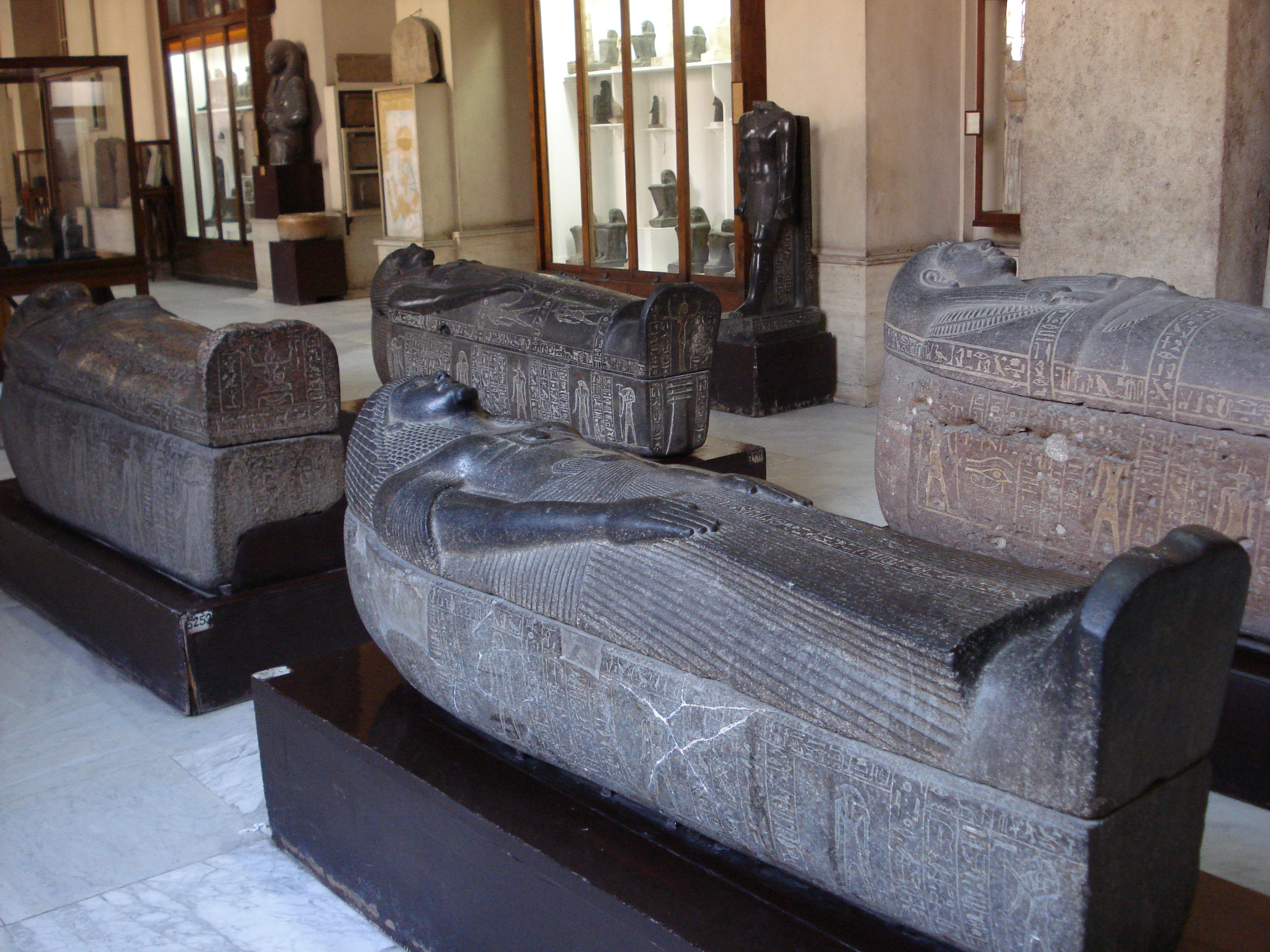
エジプト考古学博物館（エジプト、カイロ）の展示
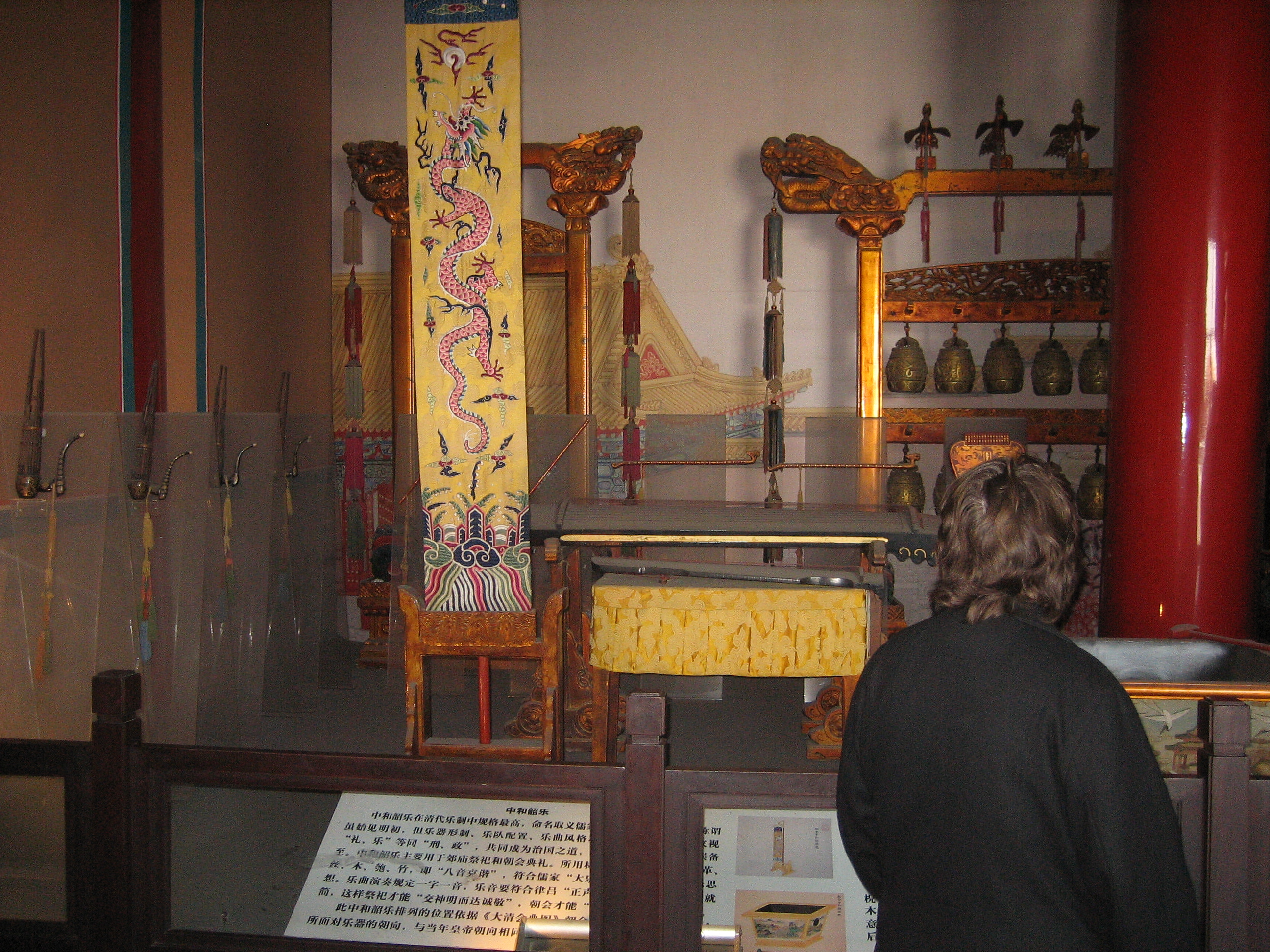
故宮博物院（中国、北京市）の展示

## 日本の博物館

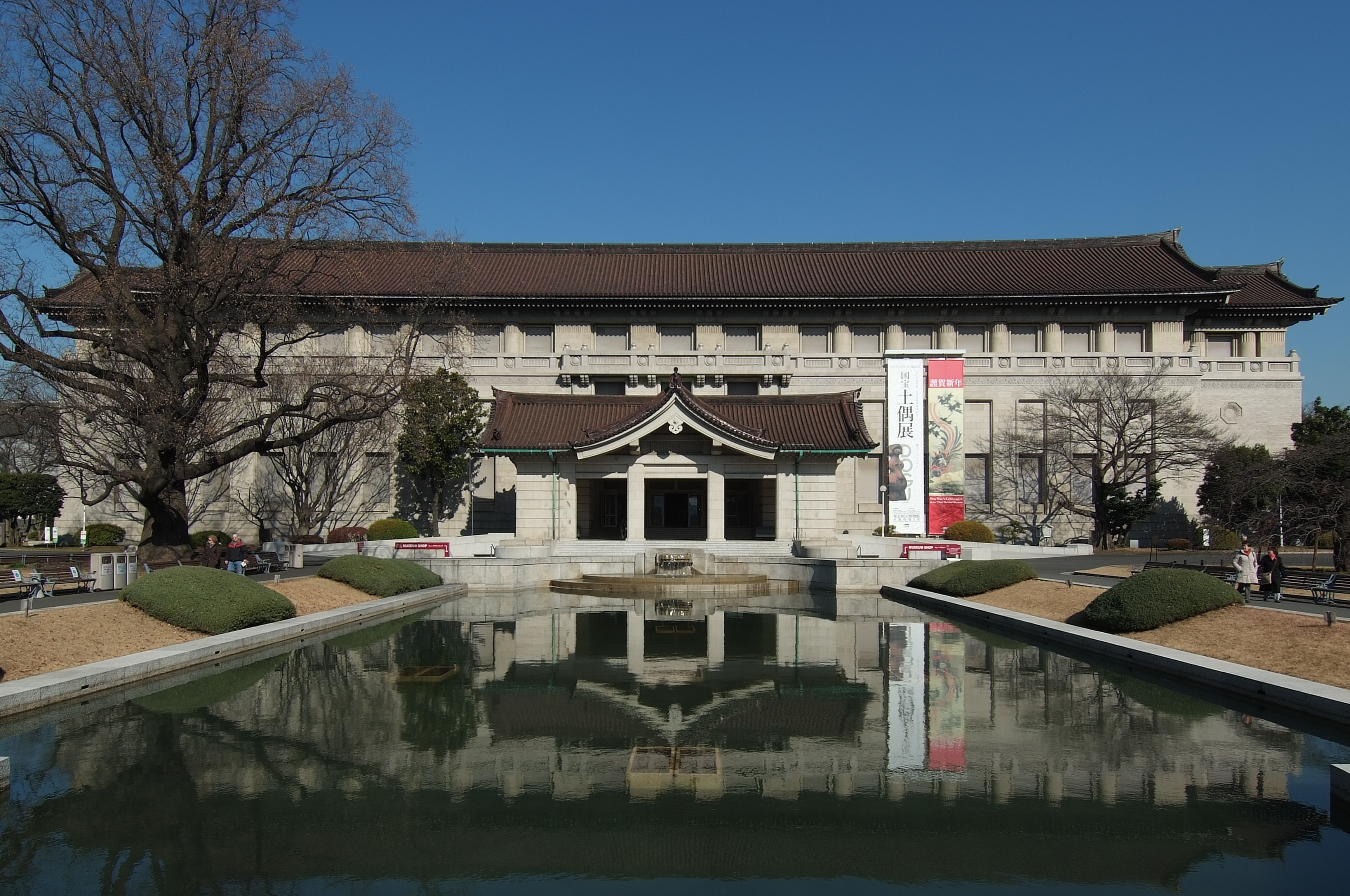
東京国立博物館（東京都台東区）

博物館のように様々な物品を展示する施設としては、近代以前から社寺（神社・仏教寺院）の宝物殿や絵馬殿があった。また江戸時代後期には、平賀源内ら本草学者たちが「物産会」として博覧会のようなことも行っていた。文久元年（1861年）の江戸幕府による文久遣欧使節に随行した市川清流は、その日録に英語で記された「British Museum」（大英博物館）に対して「博物館」の訳語を与えた。この文久2年4月24日（1862年5月22日）の記事が日本語による「博物館」の嚆矢であると考えられる。その後の慶応3年（1867年）には、福澤諭吉の『西洋事情』でも「博物館」が用いられ、また同年のパリ万博には幕府と薩摩藩、佐賀藩が出展した。
明治になってから、そのパリ万博の参加者だった田中芳男や町田久成によって、日本国内での博物館の設置が進められた。1872年（明治5年）、ウィーン万博への出品準備として開かれた湯島聖堂博覧会（文部省博物館）が日本の博物館の始まりとされ、東京国立博物館はこの時をもって館の創立としている。文部省博物館は翌年には太政官所轄の「博覧会事務局」に改編された。1875年（明治8年）、博覧会事務局から博物館と書籍館（国立国会図書館の前身）が分離して文部省の管轄に復帰し、前者は東京博物館と改称された。また、博覧会事務局は内務省管轄の博物館に改編され、東京にはこれら2系統の博物館が存在することとなった。東京博物館は1877年（明治10年）に上野公園内に移転して、教育博物館と改称された。この教育博物館は現在の国立科学博物館である。なお、東京国立博物館は前述の内務省管轄の博物館を前身とし、教育博物館とは別に人文系の博物館として同じく上野公園内に1882年（明治15年）に移転したもので、その建物はイギリス人のジョサイア・コンドルの設計によるものであった（関東大震災で倒壊）。
博物館の多くは1970年代中頃から急激に増え始め、1988年（昭和63年）に始まった「ふるさと創生事業」では各地で博物館の新設ラッシュが起き、1980年代後半のバブル期まで増え続け、1998年（平成10年）を過ぎると開館数は急激に減少していった。
資料館、美術館、文学館、歴史館、科学館、水族館、動物園、植物園などの施設は日本語では博物館の名を持たないが、いずれも世界標準からは博物館そのもの、あるいは博物館に準ずる施設（剥製や標本ではなく、生きている生物を主に扱う施設の場合）であり、後述する日本の法制上でも、条件を満たして登録措置を受ければ、博物館法上の博物館、あるいはそれに準じた博物館相当施設として扱われる。こうした法制上の扱いを度外視し、名称上博物館を名乗らないが実質的に博物館そのものである施設を含めた広義の博物館の総数は約5,700と推計されている。マンガ・アニメミュージアムが全国に続々オープンし、現時点で60施設ほど存在しているとされる。

### 博物館の法制度
日本には博物館に関する法令として博物館法がある。
同法第2条による定義では、博物館とは概ね「歴史、芸術、民俗、産業、自然科学等に関する資料を収集し、保管（育成を含む。以下同じ。）し、展示して教育的配慮の下に一般公衆の利用に供し、その教養、調査研究、レクリエーション等に資するために必要な事業を行い、あわせてこれらの資料に関する調査研究をすることを目的とする機関」であって、公民館・図書館を除くもののことである。

### 課題
入館者減少や地方自治体の財政難などにより閉館に追い込まれたり、存続が危ぶまれたりしている博物館も多い。
地方の少子高齢化、過疎化に伴い、住民から民具などを寄贈されたものの収蔵場所の確保が追い付かない問題も生じている。
東日本大震災（2011年）などの災害により博物館の建物や収蔵品が被害を受けることもあり、防災や被災後の収蔵品補修、再開などが重要になっている。

### カテゴリー一覧
- 日本の博物館 - 日本の博物館の一覧
- 日本の美術館
- 日本の文学館
- 日本の科学館
- 日本の植物園
- 日本の動物園
- 日本の水族館
- 日本の人物記念館

## 世界の著名な博物館

### 欧州
イギリス
- 大英博物館（ロンドン）
- ロンドン自然史博物館（ロンドン）
- ヴィクトリア&アルバート博物館（ロンドン）
- テート・ブリテン（ロンドン）
- サイエンス・ミュージアム（ロンドン）
- アイアンブリッジ渓谷ミュージアム（バーミンガム近郊）

 イタリア
- ウフィツィ美術館（フィレンツェ）
- バチカン美術館（ローマ）
- ボルゲーゼ美術館（ローマ）
- カピトリーノ美術館（ローマ）
- カポディモンテ美術館（ナポリ）
- ブレラ美術館（ミラノ）

 オーストリア
- 美術史博物館（ウィーン）

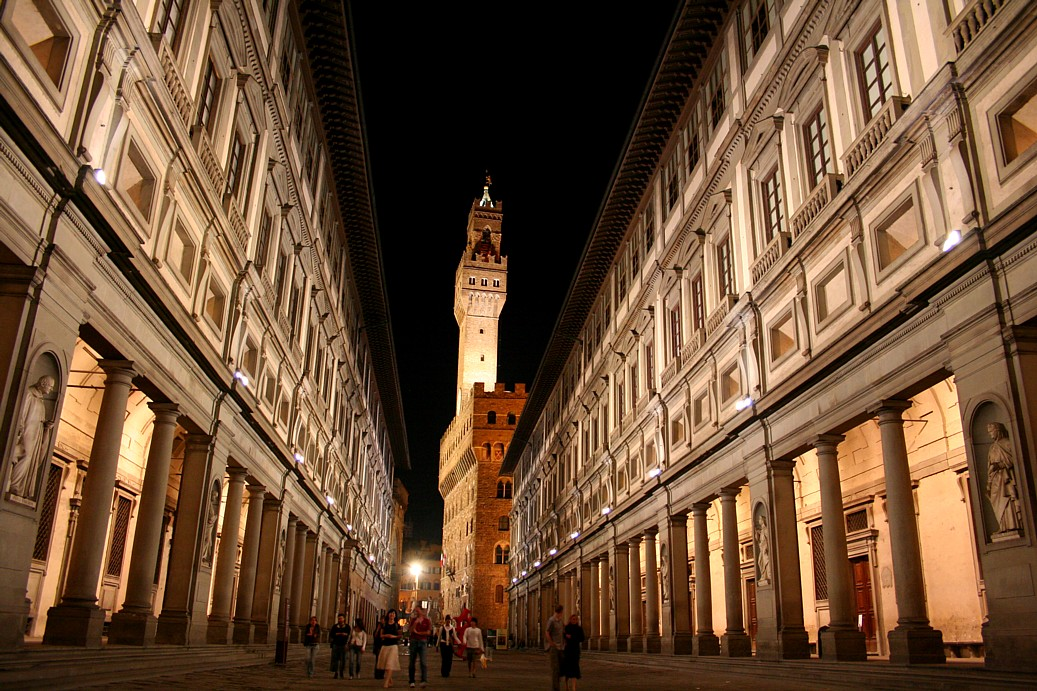
ウフィツィ美術館

- アンブラス城（インスブルック） - 現存する驚異の部屋をもち、博物館として建設された最古の建造物を持つ。

 ポーランド
- シチェチン国立博物館

 オランダ
- アムステルダム国立美術館（アムステルダム）
- 熱帯博物館（アムステルダム）

 スペイン
- プラド美術館（マドリード）

 ドイツ
- ドイツ博物館（ミュンヘン）

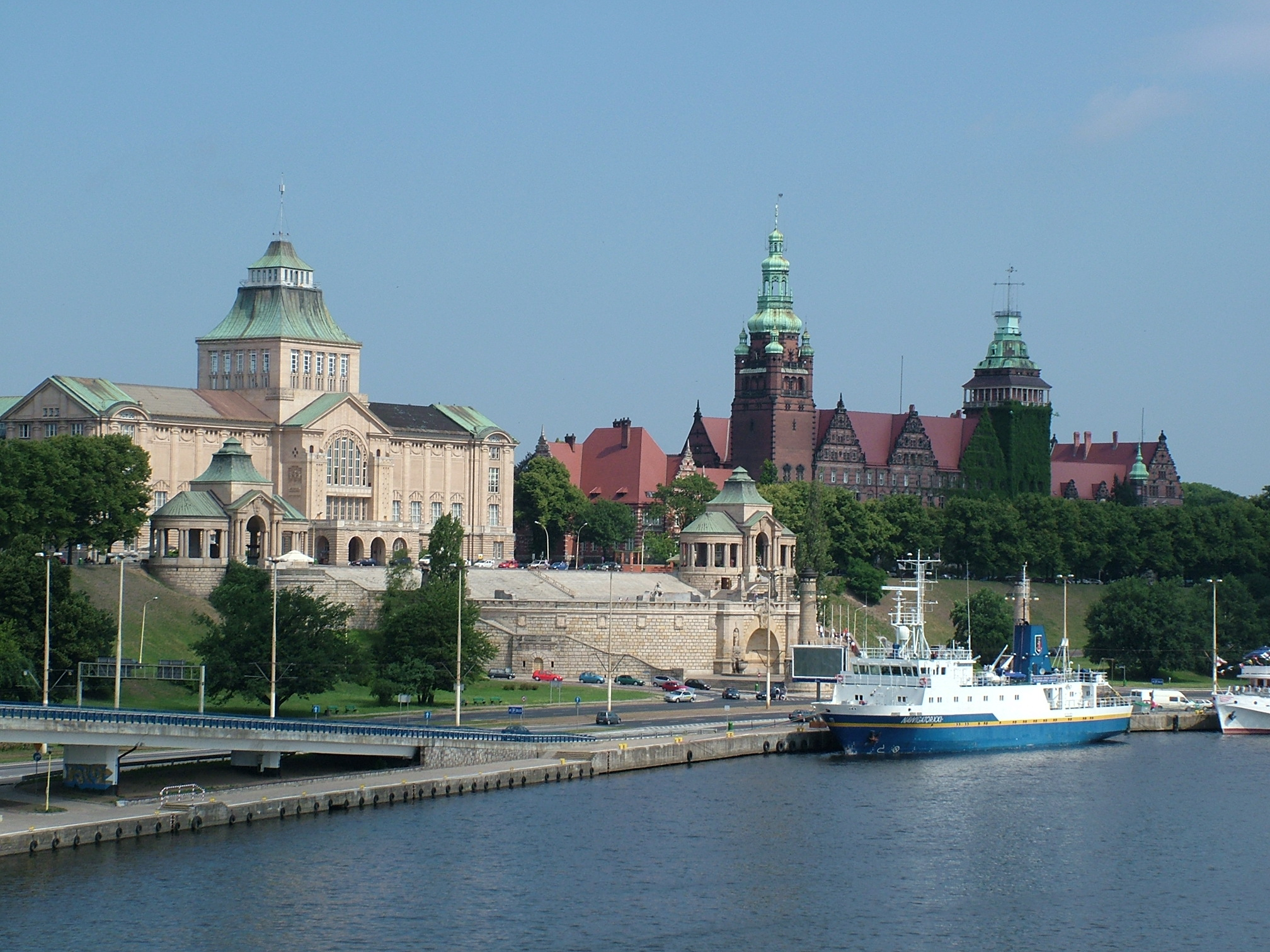
シチェチン国立博物館

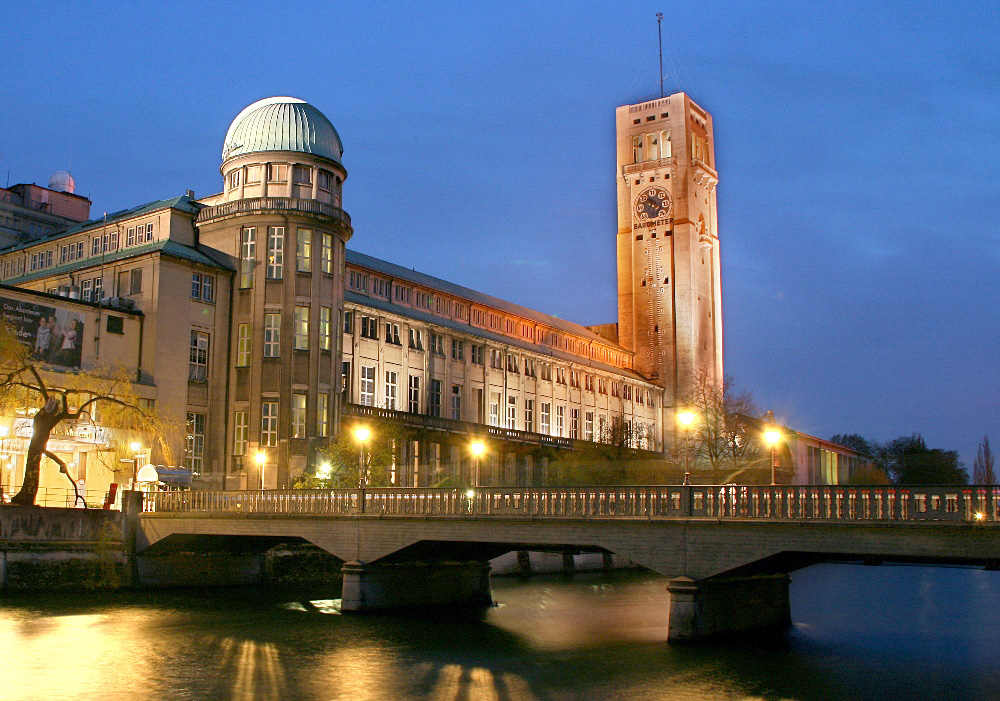
ドイツ博物館

- ツェッペリンミュージアム（フリードリッヒスハーフェン、de:Zeppelin Museum）
- 中世犯罪博物館（ドイツ語版）（ローテンブルク・オプ・デア・タウバー）
- リースクレーター博物館（英語版）（ネルトリンゲン）
- ゼンケンベルク自然博物館（英語版）（フランクフルト・アム・マイン）
- 実用工芸博物館（英語版）（フランクフルト・アム・マイン）

 フランス
- ルーヴル美術館（パリ）
- オルセー美術館（パリ）
- ポンピドゥー・センター（パリ）
- パリ工芸博物館（パリ）
- ケ・ブランリ美術館（パリ）

 ロシア

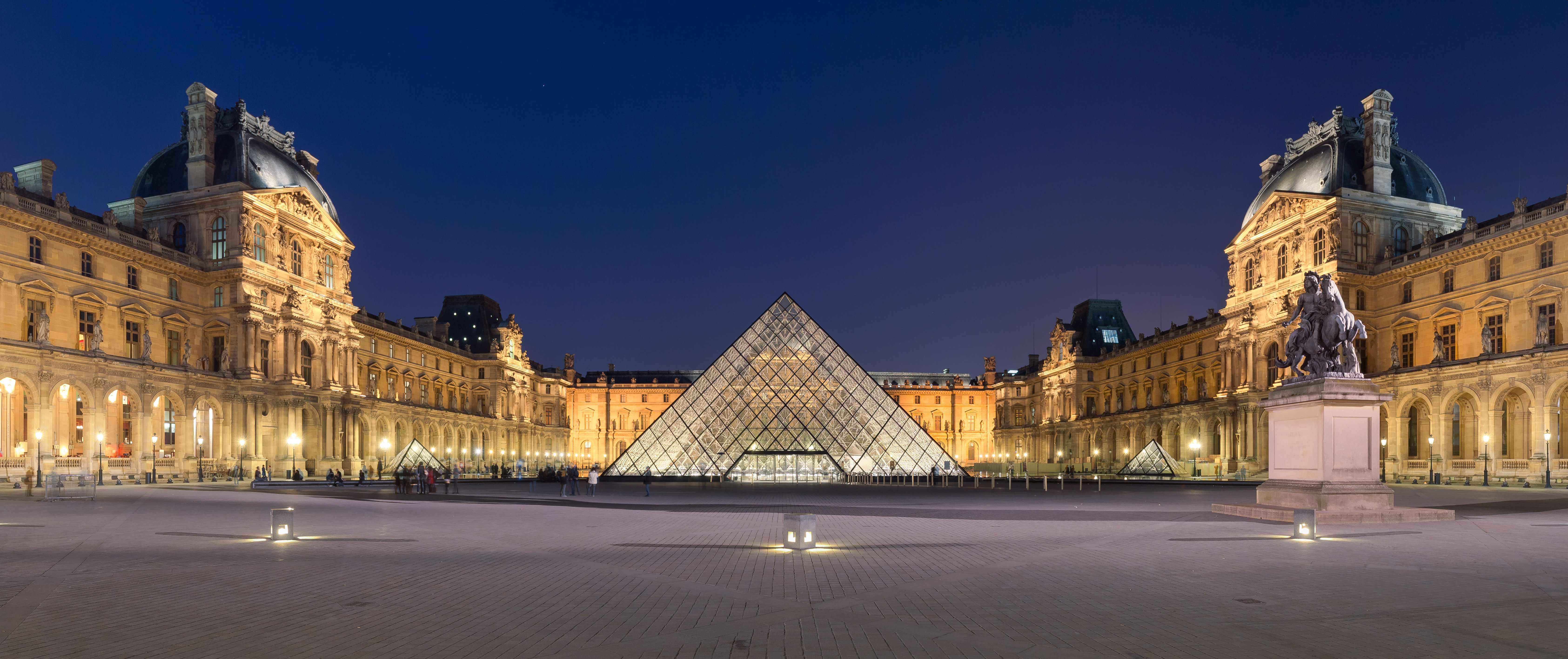
ルーヴル美術館

- エルミタージュ美術館（サンクトペテルブルク）

 ハンガリー
- 恐怖の館（ブダペスト）

### 北米
アメリカ合衆国
- スミソニアン博物館（ワシントンD.C.）
- メトロポリタン美術館（ニューヨーク）
- アメリカ自然史博物館（ニューヨーク）
- シカゴ科学産業博物館（シカゴ）
- フィールド自然史博物館（シカゴ）

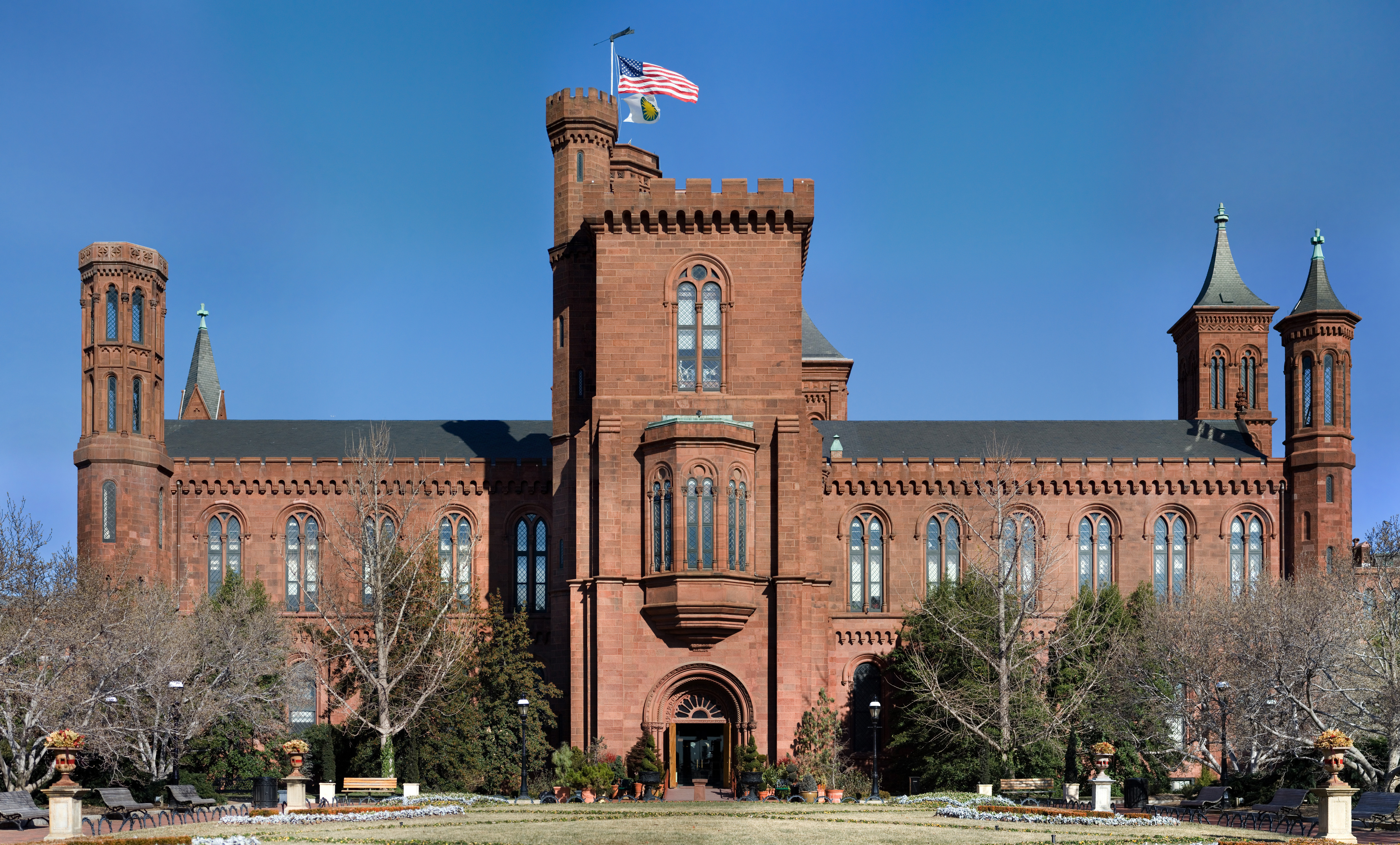
スミソニアン博物館

- ボストン・チルドレンズ・ミュージアム（ボストン市）

### アフリカ
エジプト
- エジプト考古学博物館（カイロ）

### アジア
日本
- 東京国立博物館（東京都台東区）
- 奈良国立博物館（奈良県奈良市）
- 京都国立博物館（京都府京都市東山区）
- 九州国立博物館（福岡県太宰府市）
- 国立民族学博物館（大阪府吹田市）
- 国立歴史民俗博物館（千葉県佐倉市）
- 国立科学博物館（東京都台東区）

 韓国
- 韓国国立中央博物館（ソウル特別市）

 北朝鮮
- 朝鮮中央歴史博物館（平壌直轄市）
- 朝鮮民俗博物館

 中華人民共和国
- 故宮博物院（北京）
- 上海博物館（上海)
- 張氏帥府博物館
- 瀋陽金融博物館
- 香港文化博物館
- 香港歴史博物館
- マカオ博物館（澳門博物館）
- チベット博物館
- 新疆ウイグル自治区博物館

 中華民国（台湾）
- 国立故宮博物院（台北）
- 国立台湾博物館（台北）

 モンゴル
- ウランバートル自然史博物館
- 民族歴史博物館
- ボグドハーン宮殿博物館
- 軍事博物館
- 狩猟博物館

### オセアニア
ニュージーランド
- カンタベリー博物館（クライストチャーチ）
- ニュージーランド国立博物館テ・パパ・トンガレワ（ウェリントン）

## 博物館の分類
様々な分類法があり、これらは一例である。

### 展示内容による分類

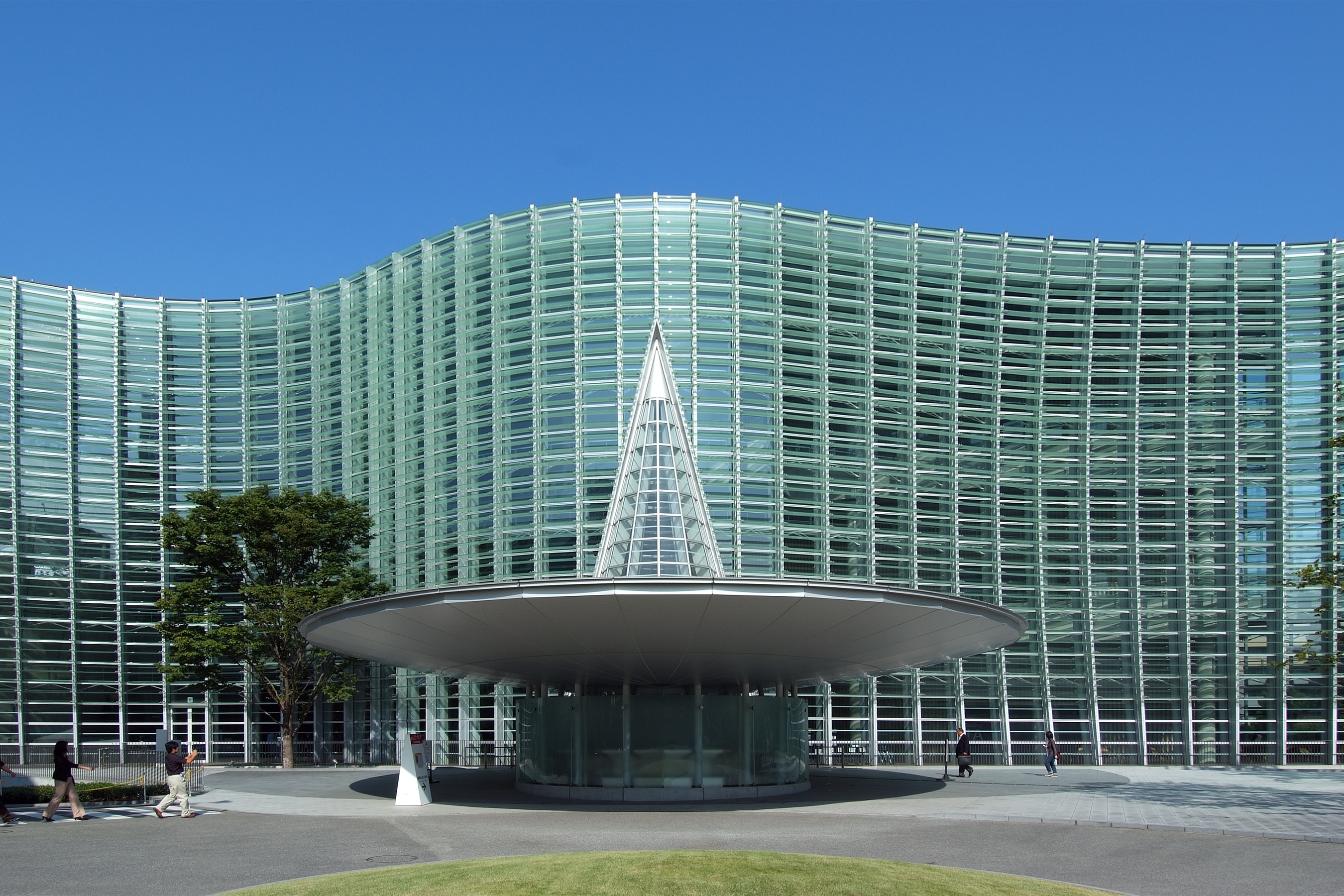
国立新美術館

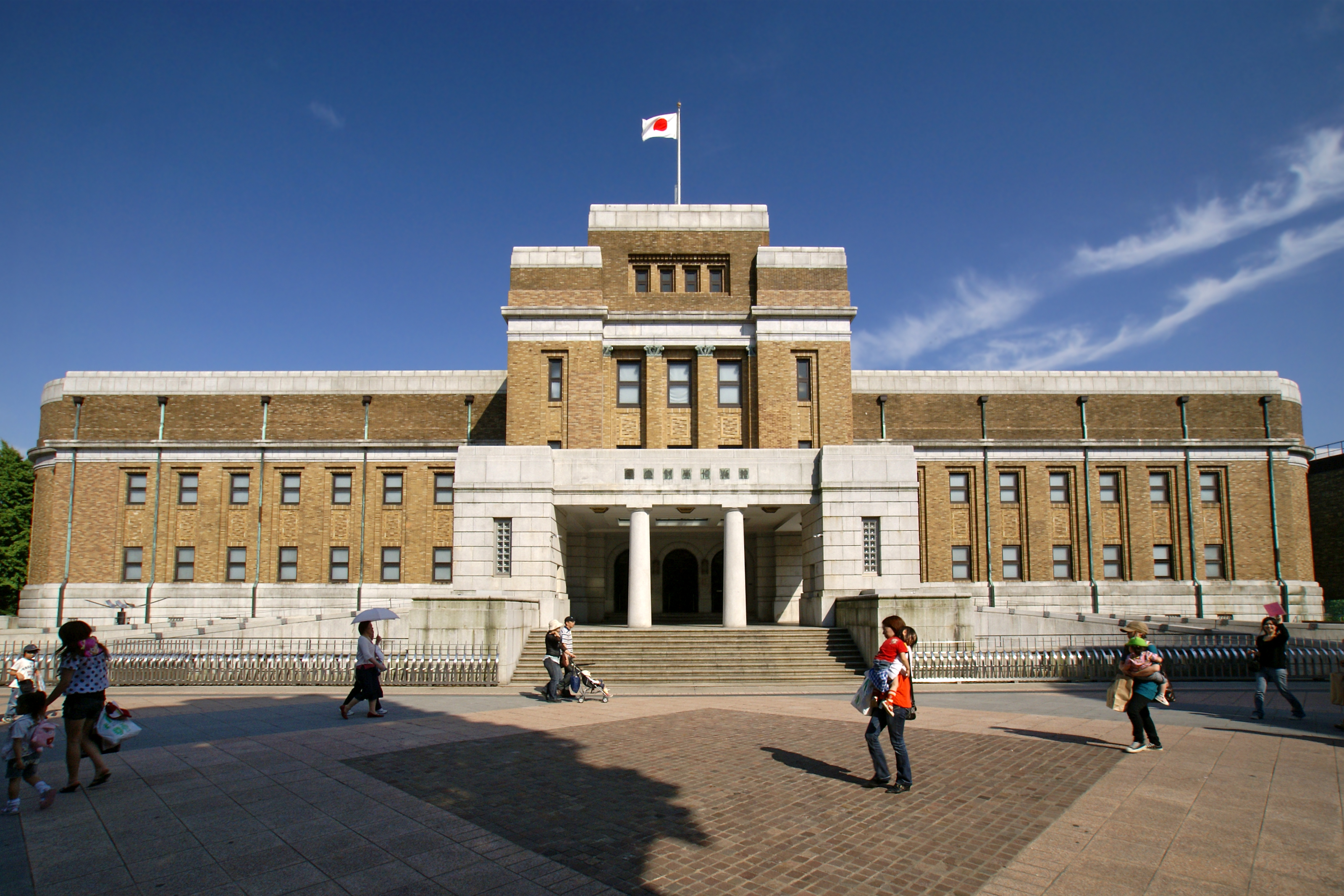
国立科学博物館

- 人文科学系博物館
  - 美術館（美術系博物館）
    - 古美術館
    - 現代美術館

  - 歴史系博物館
    - 歴史博物館
    - 考古学博物館
    - 民俗博物館
    - 民族博物館

- 自然科学系博物館（科学博物館）
  - 自然史博物館
  - 科学技術博物館
  - 産業博物館
  - 生態園
    - 動物園
    - 植物園
    - 水族園
- 総合博物館
- 専門博物館
- 企業博物館
- 大学博物館
- ロボット博物館
- エコミュージアム
- マンガ・アニメーションミュージアム
- 学校博物館
- 災害・防災博物館
- 軍事・戦争博物館
- 鉄道博物館（鉄道博物館の一覧）
- 音楽博物館（英語版）(カテゴリー)

博物館で展示される資料は大きく人文科学系の物と自然科学系の物に分類できる。そして、そのどちらを主要な物として収集しているかによって、博物館の分類も人文科学系と自然科学系に別けられる。
人文科学系の物では、歴史系博物館と美術館に別けられる。歴史系博物館は歴史博物館、考古学博物館、民俗博物館、民族博物館等が含まれる。美術館は現代以前の美術品を扱う古美術館と現代の美術品を扱う現代美術館に別けられる。
自然科学系の物では、自然史博物館、科学技術博物館、産業博物館、生態園に別けられる。生態園は生物資料を展示保管する物で、動物園、植物園、水族園等が含まれる。なお、自然史博物館と生態園とをまとめ、科学技術博物館と産業博物館とをまとめて、それぞれ自然史系博物館、理工系博物館と言うことがある。
総合博物館は人文科学と自然科学の双方の資料を扱う博物館であるが、ただ並列的に二つの分野を扱うと言う事ではなく、総合学として学際的に双方の分野にわたって扱う物である。
専門博物館は、扱う資料を特定のジャンルに絞った物である。

### 展示保管場所による分類
- 屋内展示型
- 屋外展示型
- 野外博物館
  - 現地保存型
  - 収集展示型
  - 彫刻庭園
- 移動博物館（ノマディック美術館、巡回美術館とも訳される）

資料を展示保管する場所による分類で、屋内で資料を展示保管するもの、巨大な資料を屋外で展示保管するもの、建物など自体が展示物であるもの（野外博物館）がある。建物自体が展示物であるものには、遺跡をそのまま保存し展示しているものと、各地から移築して展示保管しているものがある。

### 機能による分類
- 全機能型
- 保存機能重視型
- 教育機能重視型
- 研究機能重視型
- レクリエーション機能重視型

博物館のどの機能を重視するかによる分類である。

### 対象地による分類
- 広域博物館
- 地域博物館

特定の地域のみの資料を扱うものと地域を越えて資料を扱うものがある。

## 博物館の職員
国際博物館会議（イコム）規約第3条第3項で「博物館専門職員は、すべての博物館と、第3条・第1項の定義により博物館相当施設と認められた機関および博物館活動に益となる訓練・研究機関の職員のうち、博物館の運営と活動に関連した分野において専門的な研修を受けた，もしくは同等の実務経験を持つ者、またはイコムの職業倫理規程を尊重し、博物館のためにもしくは博物館とともに仕事をしているが、博物館とそのサービスに必要な商品や設備の販売または販売促進には係わっていない個人のすべてを含む。」と定義されている。
- 学芸員、キュレーター、レジストラー（英語版）（登録担当者）、アーキビスト、展示デザイナー（英語版）
- 修復技術者（ドイツ語版） - 絵画修復師（英語版）、保存修復師（英語版）、織物修復師（英語版）などの文化財の保存修復（英語版）やレプリカの作成などを行う。
- 警備員

## 博物館の展示環境
博物館においては保存科学の観点から展示室や収蔵庫において収蔵品に影響を与えうる温度や湿度、光、空気質、振動、害虫等の生物被害などの諸要素に関して考慮した収蔵・展示環境づくりが行われる。
展示室の温度は一般に空調を利用して20℃前後に保たれ、四季を通じての外気温との温度差を低く保つことを理想とする。温度と相関して湿度も重要な要素で、結露は金属製品に錆を生じさせ、急激な温度・湿度変化は日本画などに破損を生じさせる原因となる。光は紫外線が顔料や染料の退色を生じさせ、有機質を劣化させる要因であるが鑑賞者の便宜のためには展示照明が必要であり、紫外線や赤外線をカットした蛍光灯などが用いられ、光の強さも考慮される。
空気質は大気中の汚染物質が入り込まないよう換気や空調を用いたり、出入り口を二重化したりするなど施設面でも対策が行われる。また、施設内部においてもホルムアルデヒドや揮発性有機化合物（VOC）など建材や展示ケースに用いる接着剤などから汚染物質が発生し、入館者を通じても靴底の土や髪の毛・皮膚など害虫の餌となる有機物が持ち込まれるため、換気や清掃が徹底される。
生物被害はネズミなど小動物による被害をはじめ昆虫類による被害、カビなど微生物による被害がある。害虫による被害はゴキブリ、シミ、タバコシバンムシ、カツオブシムシ、ヒラタキクイムシ、シロアリなどがあり、カビは日本画や書籍に使われている糊などを栄養源に発生する。これらの生物被害に対しては、一般的に燻蒸による駆除が行われる。

## 文化
歴史
- エンニガルディ＝ナンナの博物館：世界最古の博物館と考えられているものの一つ
- アレクサンドリア図書館など図書館が博物館として活用される場合がある。

国内法、国際法
博物館法：日本の法律
博物館に係る法律の俯瞰 - 文化庁の pdf 資料
Code du patrimoine：フランスの法律
武力紛争の際の文化財の保護に関する条約：博物館は、戦争の際に標章を掲げ、国際的な文化財保護の対象であることを示すことができる。
展示デザイン
- ハンズオン：展示手法。触れる展示[24]。
- リエナクト：歴史再現展示、街並みや集落を再現した野外博物館などがある。
- 形態展示、生態展示、行動展示：動物園や水族館などに見られる分類。
- 参加・体験型博物館[25]
- 展示解説アプリ：e-Museum、Deutsches Museum、Multilingual Museum Guide、e国宝、ポケット学芸員などがある。多言語対応なども行われており通訳なしで博物館を見ることができるようにもなっている[26]。
- 音声ガイド：スマートフォンや音声再生機、ユビキタス・コミュニケータで、多言語の音声案内が行われる[27][28]。

併設施設
- ミュージアムショップ：関連書籍や博物館に関するグッツなどが販売される。
- レストラン：水族館での魚介類系料理提供などがみられ[29]、休憩スペースとして利用されている[30]。
- 体験施設：鉄道体験[31]、砂金取り[32]、機織[33]など
- ゲームセンター[34]
- ふれあいコーナー：動物とのふれあいができる施設[27]。
- イベントスペース：ワークショップや展示会などが行われる。
- 映画設備[35]
- プラネタリウム[36]

インターネット
- オンライン展示（英語版）
- バーチャルミュージアム（英語版）（バーチャル博物館）[37]
- おうちミュージアム：新型コロナウイルス感染症の流行で訪問者が少なくなったことから、北海道博物館から全国のミュージアムに「おうちで楽しく学べる」サイトを提供することが2020年3月4日提案され、2020年8月31日には215施設が参加した[38]。
  - おうちミュージアム一覧：北海道博物館内の一覧
  - 内容としては、学芸員の展示品解説、クイズ、クロスワード、間違い探し、塗り絵、ペーパークラフト、双六、染め物の案内、お店の商品での生体標本の作り方、オンライン教材の提供、伝統料理レシピの提供など様々な試みが行われている[38]。

賞
- ミュージアム・オブ・ザ・イヤー（英語版）：博物館に与えられる賞
- 日本博物館協会賞
- 欧州年間最優秀博物館賞（英語版）

イベント
- 国際博物館の日
- ヨーロッパ文化遺産の日：加盟国で毎年9月の第3週の週末に、普段は入れない文化遺産や美術館・博物館内への入場が認められるイベント。この日のために多くの観光地でイベントが用意される。
- Long Night of Museums（英語版）：ヨーロッパの文化イベント。加盟している博物館がすべて期間限定で夜間開館を行い、新しい訪問者を増やす試み。
  - 日本でも、ナイトミュージアムとして期間限定で夜間開館を行う博物館がある[39]。
- ヨーロッパ考古学の日（フランス語版）：発掘調査現場の開放や考古学系博物館でイベントが行われる。
- アウトリーチ（出前授業）

博物館が理解できるようになる作品
- 『博物館ななめ歩き』 作：久世番子。京都国立博物館副館長の栗原祐司とともに博物館をめぐり内容を漫画としている。文化庁広報誌『ぶんかる』にて連載（連載サイトへの外部リンク）。
- 『へんなものみっけ！』 作：早良朋。博物館の裏側を描いた漫画作品[40]。
- 『教養として知っておきたい　博物館の世界』 - 作：京都国立博物館副館長の栗原祐司。博物館運営者としての目線・博物館の裏側などの記述がある[41]。

## 関連組織
- 国際連合教育科学文化機関（UNESCO、ユネスコ）
- 国際博物館会議（ICOM）
- 全日本博物館学会
- 国際博物館学委員会（英語版）
- Museum Computer Network（英語版）
- フランス国立美術館連合（英語版）
- フランス国立博物館局（フランス語版）
- スカンジナビア博物館協会（フィンランド語版）
- 文化財保存修復研究国際センター（英語版）(ICCROM)